# Hacienda Cocoyoc

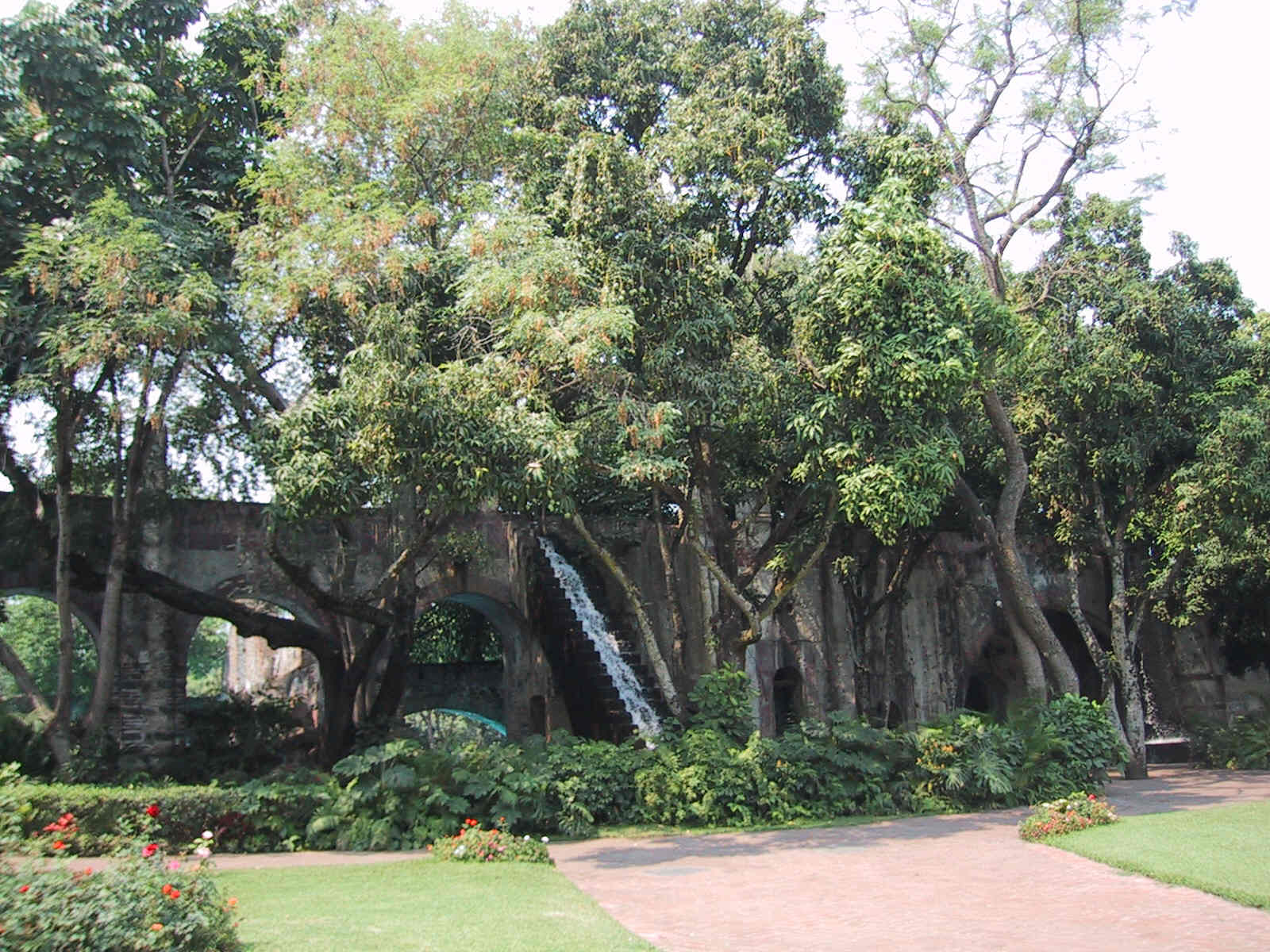
Aquädukt und Wasserfall

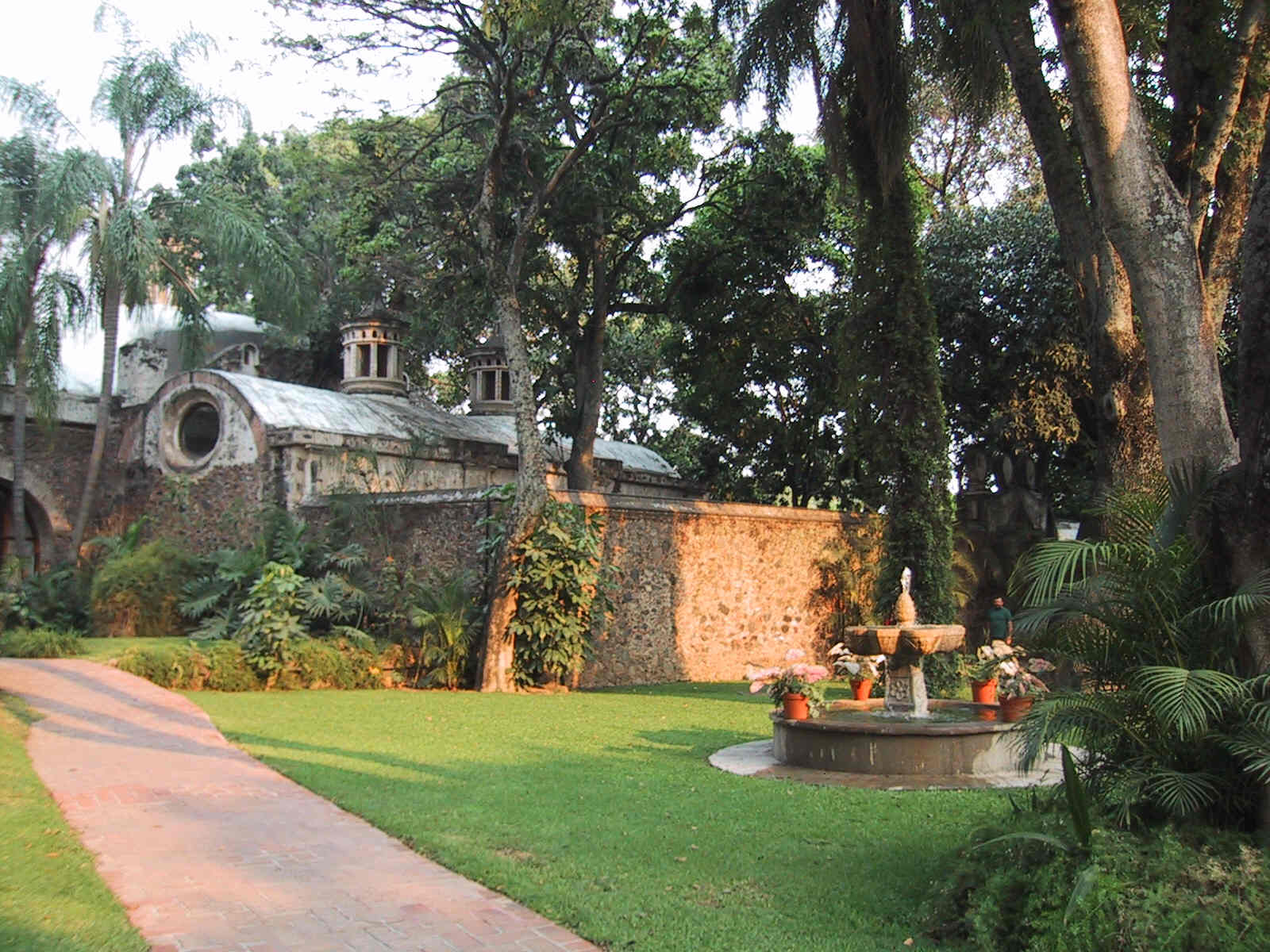
Kapelle

Die Hacienda Cocoyoc („Ort der Kojoten“) ist eine Hazienda in Cocoyoc im mexikanischen Bundesstaat Morelos. Das weitläufige Gelände mit einer ehemaligen Zuckermühle liegt auf ca. 1325 m Höhe und beherbergt seit 1968 ein Luxushotel.

## Geschichte
Die Ländereien um Cocoyoc waren Teil des Territoriums, das Hernán Cortés im Jahr 1521 als Anerkennung für die Eroberung Mexikos verliehen wurde. Seine Nachfahren veräußerten Teile des Landes an Bauern, die mit dem Anbau von Zuckerrohr begannen und 1560 die ersten Gebäude errichteten. Nachdem den Eigentümern 1614 die Erlaubnis zum Betreiben einer Zuckermühle erteilt wurde, entstanden Fabrikhallen, Wohnhäuser und eine Kapelle. Ende des 17. Jahrhunderts gehörten 366 Acres bewässertes Land zur Hazienda. Anfang des 19. Jahrhunderts wurde ein Aquädukt errichtet.
Während der mexikanischen Revolution wurden Teile der Gebäude zerstört, das Land wurde nach dem Ende der Kämpfe im Jahr 1921 unter den Bauern aufgeteilt. Zur Hacienda Cocoyoc gehörten nunmehr nur noch 186 Acres Land. Im Jahr 1957 erwarb Paulino Rivera Torres das Gut und baute es zu einem Luxushotel um, das 1968 eröffnet wurde.